# José Paulo Kupfer
José Paulo Kupfer (Rio de Janeiro, 1948) é um jornalista brasileiro.
Ocupou todos os cargos inerentes à profissão, de repórter a editor-chefe, no Rio de Janeiro e em São Paulo, em publicações como Fatos e Fotos, Correio da Manhã, O Globo, Exame, Jornal do Brasil, Veja, Istoé, O Estado de S. Paulo, Zero Hora e Gazeta Mercantil.
Foi consultor editorial do Jornal do Commercio (Recife) e da Tribuna do Norte (Natal, Rio Grande do Norte).
Foi chefe de Redação do departamento de jornalismo da TV Gazeta até 2010, onde exercia também, até 2011, a posição de comentarista de economia. Graduado em economia pela USP, é também membro do Grupo de Conjuntura da Fundação Instituto de Pesquisas Econômicas.